# Österrikes flagga
Österrikes flagga består av tre jämnhöga horisontella band i färgerna rött, vitt och rött. Flaggan infördes som österrikisk nationsflagga efter dubbelmonarkins kollaps 1918, men dagens flagga antogs den 1 maj 1945 efter att den tyska annekteringen från 1938 upphörde.
Statsflaggan Dienstflagge des Bundes består av nationsflaggan med statsvapnet i mitten. Till skillnad från nationsflaggan är statsflaggans proportioner i lag fastställda till 2:3.

## Historik
Den österrikiska flaggan är hämtad från Babenbergarnas vapensköld och användes som tecken för hertigdömet Österrike redan på mitten av 1200-talet. Flaggan är därmed en av de äldsta kända nationsflaggorna, även om den till skillnad från exempelvis dannebrogen inte har varit i bruk kontinuerligt. Färgerna antogs av hertig Fredrik II i hans strävan att göra hertigdömet mer fristående från den tysk-romerske kejsaren (som vid tillfället också råkade heta Fredrik II).

### Legenden om den blodfläckade tunikan
Enligt en legend ska färgerna i huset Babenbergs vapen ursprungligen ha uppstått under strider vid Acre under korståget 1191, då hertig Leopold V kämpade med sådan frenesi att hans vita tunika blev helt röd av blod, med undantag för mittdelen som skyddades av hans bälte. Hertigens fana gick förlorad under striden, och han tog då av sig tunikan och samlade sina trupper kring den. Kung Henrik VI gav senare hertigen ett vapen i färgerna rött och vitt.

### Det moderna Österrikes flagga

Den österrikiska Krückenkreuzflagge 1935–1938.

Dagens flagga antogs första gången när dubbelmonarkin Österrike-Ungern upplöstes efter första världskriget. Färgerna rött och vitt hade då fungerat som rikshalvan Österrikes Landesfarben, och hade bland annat sedan 1786 fungerat som den österrikiska krigsmarinen örlogsflagga. Färgerna valdes bland annat för att markera ett brott med den gamla monarkin, samtidigt som flaggan stod för historisk kontinuitet. Den hissades första gången när republiken utropades den 12 november 1918 utanför parlamentet i Wien.
Under perioden 1934-1938 användes en version där ett kryckkors och en grön triangel ingick. Efter Nazitysklands inmarsch 1938 förbjöds den österrikiska flaggan. Den antogs igen i samband med andra världskrigets slut den 1 maj 1945.

## Förbundsländernas flaggor
Var och en av Österrikes nio förbundsländer har en egen flagga.

Burgenland
Kärnten
Niederösterreich
Oberösterreich
Salzburg
Steiermark
Tyrolen
Vorarlberg
Wien